# City of Manchester Stadium
Etihad Stadium (eller City of Manchester Stadium) er et stadion i Manchester i England, der hovedsageligt benyttes til fodbold. Stadionet er hjemmebane for Premier League-klubben Manchester City F.C., og har plads til 52.900 tilskuere (midlertidigt). Det er opkaldt efter flyselskabet Etihad Airways på grund af en sponsoraftale.

## Historie
City of Manchester Stadium stod færdigt i 2002, hvor det erstattede Manchester Citys gamle hjemmebane, Maine Road. Citys første kamp på stadionet var den 10. august 2003, hvor spanske FC Barcelona kom forbi til en åbnings- og opvisningskamp. City vandt opgøret 2-1.
Udover at huse Manchester Citys kampe, har City of Manchester Stadium også været brugt til landskampe. Den 1. juni 2004 blev det det 50. engelske stadion gennem historien til at huse det engelske landshold, da dette på stadionet spillede en opvisningskamp mod Japan. 
Der har desuden været afholdt adskillige koncerter på City of Manchester Stadium, og Red Hot Chili Peppers, Foo Fighters, Rod Stewart, George Michael og Nickelback er blandt de navne der har optrådt på stadionet.